# Australaziatisch tenniskampioenschap 1922
De 15e editie van het Australaziatisch grandslamtoernooi, het Australaziatisch tenniskampioenschap 1922, werd gehouden van 1 - 12 december 1922. Voor de vrouwen was het de 1e editie. Het toernooi werd gespeeld op de grasbanen van het White City Stadium te Sydney. Deze locatie was gebouwd voor de New South Wales Championships van 1922. In hetzelfde jaar mocht Sydney het Australisch kampioenschap organiseren.

## Belangrijkste uitslagen
Mannenenkelspel

Finale: James Anderson (Australië) won van Gerald Patterson (Australië) met 6-0, 3-6, 3-6, 6-3, 6-2
Vrouwenenkelspel

Finale: Margaret Molesworth (Australië) won van Esna Boyd Robertson (Australië) met 6-3, 10-8
Mannendubbelspel

Finale: John Hawkes (Australië) en Gerald Patterson (Australië) wonnen van James Anderson (Australië) en Norman Peach (Australië) met 8-10, 6-0, 6-0, 7-5
Vrouwendubbelspel

Finale: Esna Boyd Robertson (Australië) en Marjorie Mountain (Australië) wonnen van Floris St. George (Australië) en Gwen Utz (Australië) met 1-6, 6-4, 7-5
Gemengd dubbelspel

Finale: Esna Boyd Robertson (Australië) en John Hawkes (Australië) wonnen van Lorna Utz (Australië) en Harold Utz (Australië) met 6-1, 6-1
Jongensenkelspel

Winnaar: Alan Yeldham (Australië)
Jongensdubbelspel

Winnaars: L. Roche (Australië) en C. Grogan (Australië)
Een juniorentoernooi voor de meisjes werd voor het eerst in 1930 gespeeld.
1905 · 1906 · 1907 · 1908 · 1909 · 1910 · 1911 · 1912 · 1913 · 1914 · 1915 · 1916–1918 · 1919 · 1920 · 1921 · 1922 · 1923 · 1924 · 1925 · 1926 · 1927 · 1928 · 1929 · 1930 · 1931 · 1932 · 1933 · 1934 · 1935 · 1936 · 1937 · 1938 · 1939 · 1940 · 1941–1945 · 1946 · 1947 · 1948 · 1949 · 1950 · 1951 · 1952 · 1953 · 1954 · 1955 · 1956 · 1957 · 1958 · 1959 · 1960 · 1961 · 1962 · 1963 · 1964 · 1965 · 1966 · 1967 · 1968
↓ open tijdperk ↓
1969 (m-v-md-vd-gd) · 1970 (m-v-md-vd) · 1971 (m-v-md-vd) · 1972 (m-v-md-vd) · 1973 (m-v-md-vd) · 1974 (m-v-md-vd) · 1975 (m-v-md-vd) · 1976 (m-v-md-vd) · jan 1977 (m-v-md-vd) · dec 1977 (m-v-md-vd) · 1978 (m-v-md-vd) · 1979 (m-v-md-vd) · 1980 (m-v-md-vd) · 1981 (m-v-md-vd) · 1982 (m-v-md-vd) · 1983 (m-v-md-vd) · 1984 (m-v-md-vd) · 1985 (m-v-md-vd) · 1986 · 1987 (m-v-md-vd-gd) · 1988 (m-v-md-vd-gd) · 1989 (m-v-md-vd-gd) · 1990 (m-v-md-vd-gd) · 1991 (m-v-md-vd-gd) · 1992 (m-v-md-vd-gd) · 1993 (m-v-md-vd-gd) · 1994 (m-v-md-vd-gd) · 1995 (m-v-md-vd-gd) · 1996 (m-v-md-vd-gd) · 1997 (m-v-md-vd-gd) · 1998 (m-v-md-vd-gd) · 1999 (m-v-md-vd-gd) · 2000 (m-v-md-vd-gd) · 2001 (m-v-md-vd-gd) · 2002 (m-v-md-vd-gd) · 2003 (m-v-md-vd-gd) · 2004 (m-v-md-vd-gd) · 2005 (m-v-md-vd-gd) · 2006 (m-v-md-vd-gd) · 2007 (m-v-md-vd-gd) · 2008 (m-v-md-vd-gd) · 2009 (m-v-md-vd-gd) · 2010 (m-v-md-vd-gd) · 2011 (m-v-md-vd-gd) · 2012 (m-v-md-vd-gd) · 2013 (m-v-md-vd-gd) · 2014 (m-v-md-vd-gd) · 2015 (m-v-md-vd-gd) · 2016 (m-v-md-vd-gd) · 2017 (m-v-md-vd-gd) · 2018 (m-v-md-vd-gd) · 2019 (m-v-md-vd-gd)  · 2020 (m-v-md-vd-gd) · 2021 (m-v-md-vd-gd) · 2022 (m-v-md-vd-gd) · 2023 (m-v-md-vd-gd) · 2024 (m-v-md-vd-gd) · 2025 (m-v-md-vd-gd)
Lijst van Australian Openwinnaars